# Natsu no Yuu-utsu (Time to Say Good-bye)
"Natsu no Yuu-utsu [time to say good-bye]" (夏の憂鬱 [time to say good-bye]) é o quarto single da banda de rock japonesa L'Arc~en~Ciel, lançado em 20 de outubro de 1995. Atingiu a 22ª posição na parada Oricon. A faixa título é um remake da música "Natsu no Yuu-utsu" contida no álbum Heavenly, é mais longa e possui uma letra diferente e adicional bem como uma nova melodia. O single foi relançado em 30 de agosto de 2006, e este relançamento alcançou a 15ª posição na Oricon.

## Faixas
Todas as letras escritas por Hyde, todas as músicas compostas por Ken.
| N.º            | Título                                                         | Duração |  |
| 1.             | "Natsu no Yuu-utsu [time to say good-bye]" (夏の憂鬱)          | 5:01    |  |
| 2.             | "Anata no Tame ni" (あなたのために)                            | 4:34    |  |
| 3.             | "Natsu no Yuu-utsu [time to say good-bye]" (Voiceless Version) | 5:00    |  |
| Duração total: | Duração total:                                                 | 14:36   |  |

## Ficha técnica
- Hyde – vocais
- Ken – guitarra
- Tetsu – baixo
- Sakura – bateria

## Desempenho
| Parada (1995) | Melhor posição | Tempo na parada |
| ------------- | -------------- | --------------- |
| Oricon        | 15             | 6               |